# 16234 Bosse
16234 Bosse (2000 FR20) là một tiểu hành tinh vành đai chính được phát hiện ngày 29 tháng 3 năm 2000 bởi nhóm nghiên cứu tiểu hành tinh gần Trái Đất phòng thí nghiệm Lincoln ở Socorro.

## History
The asteroid is được đặt theo tên của Montgomery Blair High School teacher Angie Bosse, giám khảo vòng chung kết in the 2002 Intel Science Talent Search.